# Naum Akhiezer
Naum Ilyich Akhiezer (em russo:  Наум Ильич Ахиезер) (Cherykaw Raion, 6 de março de 1901 — Carcóvia, 3 de junho de 1980) foi um matemático soviético de origem judaica.

## Publicações selecionadas
- Akhiezer, N. I.; Glazman, I.M. (1961). Theory of Linear Operators in Hilbert Space. New York: Frederick Ungar Publishing
- Akhiezer, N. I. (1965). The Classical Moment Problem and Some Related Questions in Analysis. [S.l.]: Oliver & Boyd
- Akhiezer, N. I. (1962). The Calculus of Variations. [S.l.]: Blaisdell
- Akhiezer, N. I. (1988). Lectures on Integral Transforms. Providence, RI: American Mathematical Society
- Akhiezer, N. I. (1970). Elements of elliptic functions theory. Moscow: Nauka
- Achiezer, N. I. (1956). Theory of approximation. Translated by Charles J. Hyman. New York: Frederick Ungar Publishing
- Akhiezer, N. I. (2001). Selected Works on the Theory of Functions and Mathematical Physics Russian ed. Kharkiv: Acta